# Xunlei
Xunlei is een Chinese downloadmanager en BitTorrentclient voor Windows.
In 2002 werd de voorloper van Xunlei Corporation opgericht. Naast de downloadmanager en BitTorrentclient, die als Xunlei het belangrijkste product van het bedrijf vormt, maakt Xunlei Corporation ook een video-on-demand-service Xunlei Kankan genaamd en de multimedia zoekmachine Gougou.
Voor BitTorrent is Xunlei het meest gebruikte programma in China en behoort daarmee tot de drie meeste gebruikte BitTorrentcliënts ter wereld naast Vuze en μTorrent.